# 124114 Bergersen
124114 Bergersen è un asteroide della fascia principale. Scoperto nel 2001, presenta un'orbita caratterizzata da un semiasse maggiore pari a 3,1863192 au e da un'eccentricità di 0,0984697, inclinata di 17,94747° rispetto all'eclittica.